# Jeffrey Earnhardt

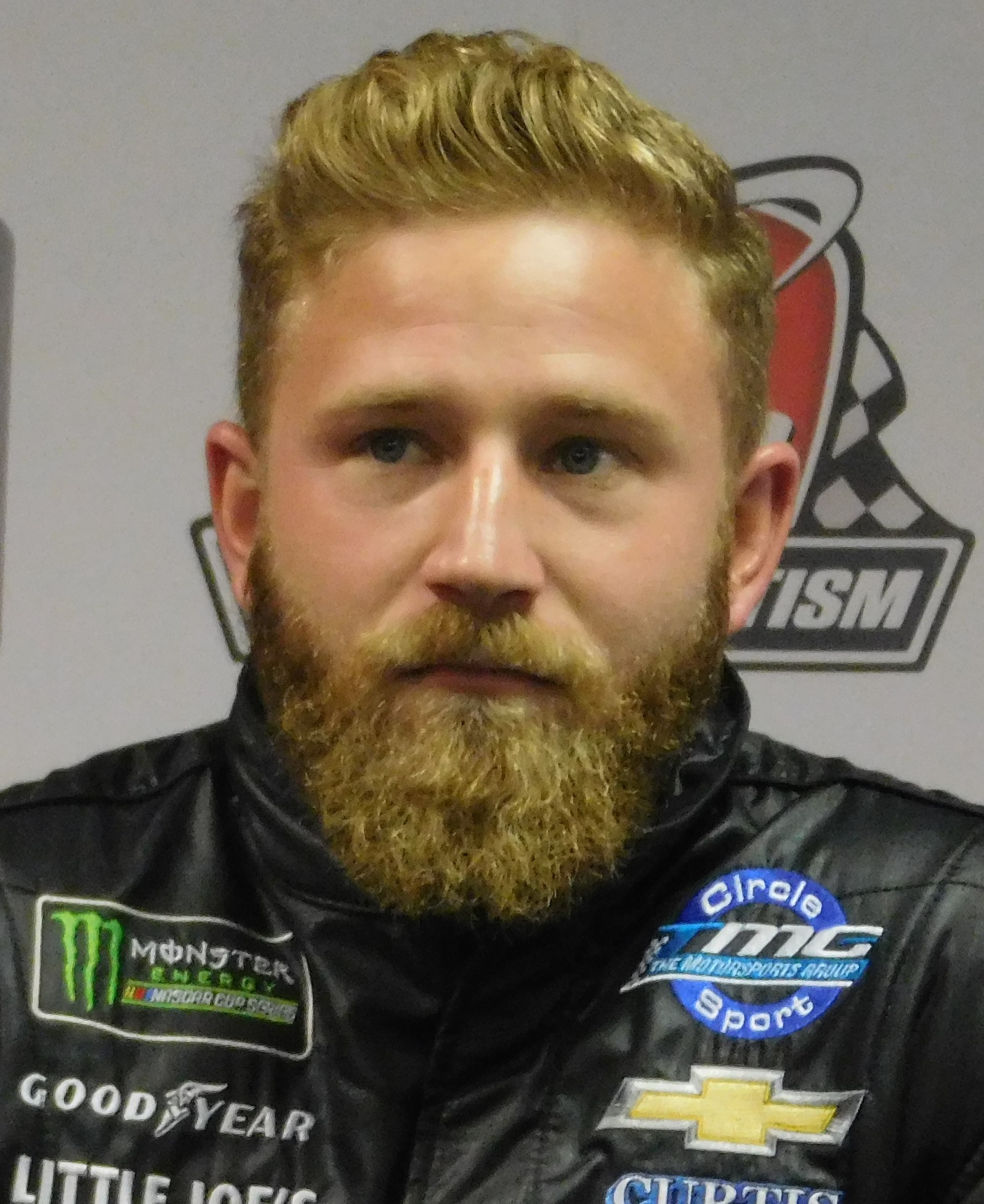
Jeffrey Earnhardt 2017

Jeffrey Lynn Earnhardt (* 22. Juni 1989 in Mooresville, North Carolina) ist ein US-amerikanischer Automobilrennfahrer. In der Saison 2023 nimmt er mit dem Chevrolet Camaro SS mit der Startnummer 44 von Alpha Prime Racing an der NASCAR Xfinity Series teil. Er ist der Enkelsohn von Dale Earnhardt und Neffe von Dale Earnhardt junior.

## Karriere
Earnhardt debütierte 2007 für das von seinem Großvater gegründete Team Dale Earnhardt, Inc. in der NASCAR Busch Series East. Mit einem dritten Platz als bestes Ergebnis kam er auf Platz fünf der Gesamtwertung. Nach der Saison wurde er als Most Popular Driver ausgezeichnet. 2008 verblieb er in dieser Rennserie, die nun Camping World Series East hieß. Zwar erreichte er einen zweiten Platz in Watkins Glen, in der Gesamtwertung belegte er jedoch nur Platz 15, nachdem er zwei Rennen vor Saisonende durch Aric Almirola ersetzt wurde.
2009 fuhr er ein weiteres Rennen in der Busch Series East und debütierte außerdem in der NASCAR Nationwide Series. Im Jahr darauf startete Earnhardt erstmals in der NASCAR Camping World Truck Series. Bei fünf Starts für das Team Rick Ware Racing erzielte er einen 18. Platz in Las Vegas als bestes Ergebnis und belegte am Ende der Saison Platz 54 in der Fahrerwertung.
2011 sollte er für Rick Ware eine volle Saison in der Truck Series bestreiten. Beim Saisonauftakt in Daytona erreichte er mit Platz sieben zwar erstmals die Top 10 in einem Rennen der nationalen NASCAR-Serien, nach dem vierten Rennen der Saison wurde er jedoch von Rick Ware Racing entlassen, da er seine Dienste auch konkurrierenden Teams angeboten haben soll. Später kam er zur Versöhnung zwischen Earnhardt und Ware und er bestritt ein weiteres Truck-Rennen sowie zwei Rennen in der Nationwide Series für das Team. Außerdem debütierte er beim 24-Stunden-Rennen von Daytona. In einem Porsche 911 GT3 Cup belegte er gemeinsam mit vier Teamkollegen Platz 25 in der Gesamtwertung sowie den elften Rang in seiner Klasse.
2012 startete er erneut beim 24-Stunden-Rennen auf einem Ford Mustang von Rick Ware Racing, das Auto fiel jedoch nach 256 Runden aus. Danach fuhr er für drei verschiedene Teams insgesamt sechs Rennen in der Nationwide Series, wobei ein 21. Platz in Indianapolis sein bestes Ergebnis blieb.
2013 nahm Earnhardt an 16 Nationwide-Rennen für Go Green Racing teil. Des Weiteren kam er zu einem Start für JR Motorsports, dem Team seines Onkels Dale Earnhardt junior. Am Ende der Saison belegte er mit einem 16. Platz als bestes Ergebnis Rang 27 in der Gesamtwertung.
2014 fuhr er erstmals eine volle Saison in der Nationwide Series, für JD Motorsports fahrend erreichte er mit einem zwölften Rang in Bristol als bestes Ergebnis am Saisonende Platz 18 in der Gesamtwertung.
2015 nahm er für Viva Motorsports an sechs weiteren Rennen in der nun in Xfinity Series umbenannten zweiten NASCAR-Liga teil, wobei abermals ein zwölfter Platz sein bestes Ergebnis blieb. Außerdem debütierte er in Richmond für Go Fas Racing in der NASCAR Sprint Cup Series. Des Weiteren startete er in Brands Hatch zu zwei Rennen der NASCAR Whelen Euro Series. Im ersten Rennen wurde er nach einem Ausfall auf Platz 20 gewertet, im zweiten Rennen kam er auf den siebenten Rang.
2016 startete er für Go Fas Racing und BK Racing zu 22 Rennen im Sprint Cup. Mit einem 26. Platz als bestes Ergebnis kam er in der Fahrerwertung am Saisonende auf Platz 41. Auf dem Circuit Trois-Rivières nahm er außerdem an einem Rennen der NASCAR Pinty’s Series teil. Beim Rennen auf dem Stadtkurs in Québec belegte er Platz sieben.
2017 nahm Earnhardt für Circle Sport - The Motorsports Group an 34 der 36 Rennen in der nun Monster Energy NASCAR Cup Series genannten Rennserie teil, dabei startete er bei allen Rennen auf Ovalkursen und wurde bei den beiden Rundstreckenrennen in Sonoma und Watkins Glen durch Boris Said III ersetzt. Mit schlechtem Material kämpfend erreichte er nur bei 20 der 34 Rennen das Ziel. Seine besten Ergebnisse blieben zwei 26. Plätze in Kansas sowie beim durch viele Unfälle geprägten Brickyard 400 in Indianapolis. Trotz der schlechten Ergebnisse wurde sein Vertrag bei Circle Sport - TMG zunächst bis zum Ende der Saison 2018 verlängert, im Dezember 2017 wurde jedoch das Ende der Partnerschaft zwischen Circle Sport und The Motorsports Group bekanntgegeben, wodurch auch die Zusammenarbeit Earnhardts mit dem Team endete.
Earnhardt unterzeichnete daraufhin einen Vertrag für das im Vorjahr gegründete Team StarCom Racing, der zunächst nur für das Daytona 500 galt. Mit seiner Teilnahme am „Great American Race“ startete zum 40. Mal in Folge ein Mitglied der Familie Earnhardt beim prestigeträchtigsten Rennen der NASCAR, obwohl Dale Earnhardt junior nach der Saison 2017 seinen Rücktritt verkündet hatte. Earnhardt fuhr noch die nächsten vier Rennen für StarCom, bevor er durch Landon Cassill ersetzt wurde. Anschließend startete Earnhardt zu einigen Rennen für Premium Motorsports und Gaunt Brothers Racing, wobei er beim Sommerrennen in Daytona mit Platz elf sein bisher (Stand: Januar 2023) bestes Ergebnis in der Cup Series erreichen konnte. Am Saisonende kam er auf Platz 37 in der Fahrerwertung.
Im November 2018 wurde bekanntgegeben, dass Earnhardt 2019 in die Xfinity Series zurückkehren und neun Rennen im Toyota Supra mit der Startnummer 18 für das mehrfache Meisterteam Joe Gibbs Racing bestreiten soll. Sein Sponsor Xtreme Concepts, Inc. gab im Februar 2019 die Gründung des Teams XCI Racing bekannt, für das Earnhardt fünf weitere Xfinity-Rennen sowie zwei Starts in der Cup Series absolvieren sollte. Am 7. August 2019 gab Earnhardt jedoch die Trennung von Team und Sponsor bekannt und trat darauhfin im Jahr 2019 nicht mehr in der NASCAR in Erscheinung. Bis dahin hatte er ein Rennen in der Cup Series sowie sieben Rennen in der Xfinity Series bestritten, wobei er drei Mal unter die Top 10 eines Rennens kam und auf dem Charlotte Motor Speedway mit Platz drei eine neue Allzeit-Bestleistung in der Xfinity Series verzeichnen konnte.
Vor Saisonbeginn 2020 wurde bekanntgegeben, dass Earnhardt zu JD Motorsports zurückkehren und zwölf Rennen in der Xfinity Series bestreiten sollte. Letztendlich startete er jedoch nach der Saisonunterbrechung aufgrund der Covid-19-Pandemie zu allen verbleibenden 29 Saisonrennen. Mit einem elften Platz als bestes Saisonergebnis kam er zu Saisonende auf Platz 23 in der Gesamtwertung.
Für die Saison 2021 verblieb er bei JD Motorsports in der Xfinity Series. Dabei konnte er nicht an die Leistungen der Vorsaison anknüpfen. Obwohl nur bei sechs Rennen Qualifikationstrainings ausgetragen wurden, verpasste Earnhardt dreimal die Qualifikation zum Rennen. Am Saisonende belegte er Platz 26 in der Fahrerwertung, wobei ein 18. Platz sein bestes Einzelergebnis blieb.
Vor der Saison 2022 trennte Earnhardt sich von JD Motorsports, da er sich bei anderen Teams bessere Chancen auf Rennsiege erhoffte. Im Laufe der Saison nahm er für drei verschiedene Teams an insgesamt 13 Rennen in der Xfinity Series teil. Dabei erzielte er mit Rang 2 auf dem Talladega Superspeedway ein neues bestes Karriereergebnis. Er pilotierte bei diesem Rennen wie einst sein Großvater einen weitgehend schwarzen Wagen mit der Startnummer 3 für Richard Childress Racing. Als Crewchief wurde er in Talladega von Larry McReynolds betreut, der 1997 und 1998 auch als Crewchief für Dale Earnhardt tätig war. Er belegte am Saisonende den 31. Platz in der Gesamtwertung.
Am 13. Dezember 2022 gab der Rennstall Alpha Prime Racing bekannt, dass Earnhardt die volle NASCAR Xfinity Series-Saison 2023 für das Team bestreiten soll.

## Sonstiges
Jeffrey Earnhardt ist der Sohn von Kerry Earnhardt, der ebenfalls als NASCAR-Rennfahrer aktiv war. Sein Großvater ist der siebenmalige NASCAR-Cup-Series-Meister Dale Earnhardt. Auch sein Urgroßvater Ralph Earnhardt, sein Onkel Dale Earnhardt junior sowie sein Bruder Bobby Dale Earnhardt waren bzw. sind als NASCAR-Rennfahrer aktiv. Die Vorfahren der Familie Earnhardt (Ehrenhardt) stammen aus dem deutschen Ilbesheim.
Jeffrey Earnhardt trat auch als Mixed-Martial-Arts-Kämpfer in Erscheinung. Bei seinem ersten Amateurkampf besiegte er am 22. Mai 2012 Chris Faison in Charlotte.